# Spaceship Two
Spaceship Two är en rymdfarkost tillverkad av Scaled Composites som släpps från White Knight 2 uppe i luften för att sedan fortsätta flyga nästan ända ut i rymden med sina piloter. Den kan ta sex betalande turister och två piloter nästan upp till rymden, vid en höjd mellan 80 och 90 kilometer, och där låta dem uppleva några minuters tyngdlöshet.
Köpare av denna privata rymdfarkost är Virgin Galactic. Det är en uppföljning av SpaceShipOne som vann Ansari X Prize. Farkosten är byggd av kompositmaterial och drivs av en hybridraketmotor.
Farkosten presenterades för massmedia i december 2009 i Mojaveöknen i New Mexico i USA.  

## Tidiga provflygningar
28 oktober 2010 genomfördes andra glidflygningen efter att WK2 släppt den uppe i luften. Alla femton flygningarna har genomförts utan att raketmotorerna varit installerade och har varit framgångsrika. Man har provat fjädringsmekanismen som skall bromsa farten under landning vid ett par tillfällen. Under 2010–2011 gjordes sju provstarter av raketmotorn i testbänk på marken. Alla tester var framgångsrika.

## Haveriet i oktober 2014
Vid den första testflygningen sedan januari 2014, skedde en olycka den 31 oktober 2014. En rymdfarkost av denna modell, VSS Enterprise, lyfte från Mojave Air and Space Port och exploderade senare och havererade i Mojaveöknen, Kalifornien. Katapultstolen utlöstes av huvudpiloten som landade med fallskärm. Den andre piloten återfanns död inne i planet. Huvudpiloten fördes med svåra skador till ett sjukhus i Lancaster. Efter olyckan kritiserades ledningen för Virgin Galactic av bland andra raketforskaren Carolynne Campbell-Knight, som hävdade att den förolyckade rymdfarkosten skulle drivits av instabilt raketbränsle, vilket i så fall skulle vara orsaken till olyckan. NTSB:s utredning, som publicerades den 28 juli 2015, kom dock till slutsatsen att händelsen orsakades av ett handhavandefel av en av piloterna..

## VSS Unity
VSS Unity påbörjade testflygningar i februari 2016.